# Lambro
De Lambro is een rivier in de Italiaanse regio Lombardije. De totale lengte van de rivier is ongeveer 130 kilometer.

## Ligging
De bron van de Lambro, Menaresta ligt op de flank van de Monte San Primo (1685 m), de hoogste berg van de Triangolo Lariano die het Comomeer in tweeën deelt. De eerste kilometers stroomt de rivier door het Valassina, daarna doorkruist de Lambro het Meer van Pusiano om later verder de Brianza in te stromen. Tussen het Lago di Pusiano en de stad Monza is de rivier en het omringende gebied tot beschermd gebied verklaard (Parco Regionale della Valle del Lambro). Aangekomen bij de agglomeratie van Milaan stroomt de river dwars door Monza, en langs de steden Sesto San Giovanni en Milaan. De laatste kilometers stroomt de Lambro door de vlakke Povlakte langs de stad Melegnano en mondt uiteindelijk uit in de rivier de Po.

## Galerij

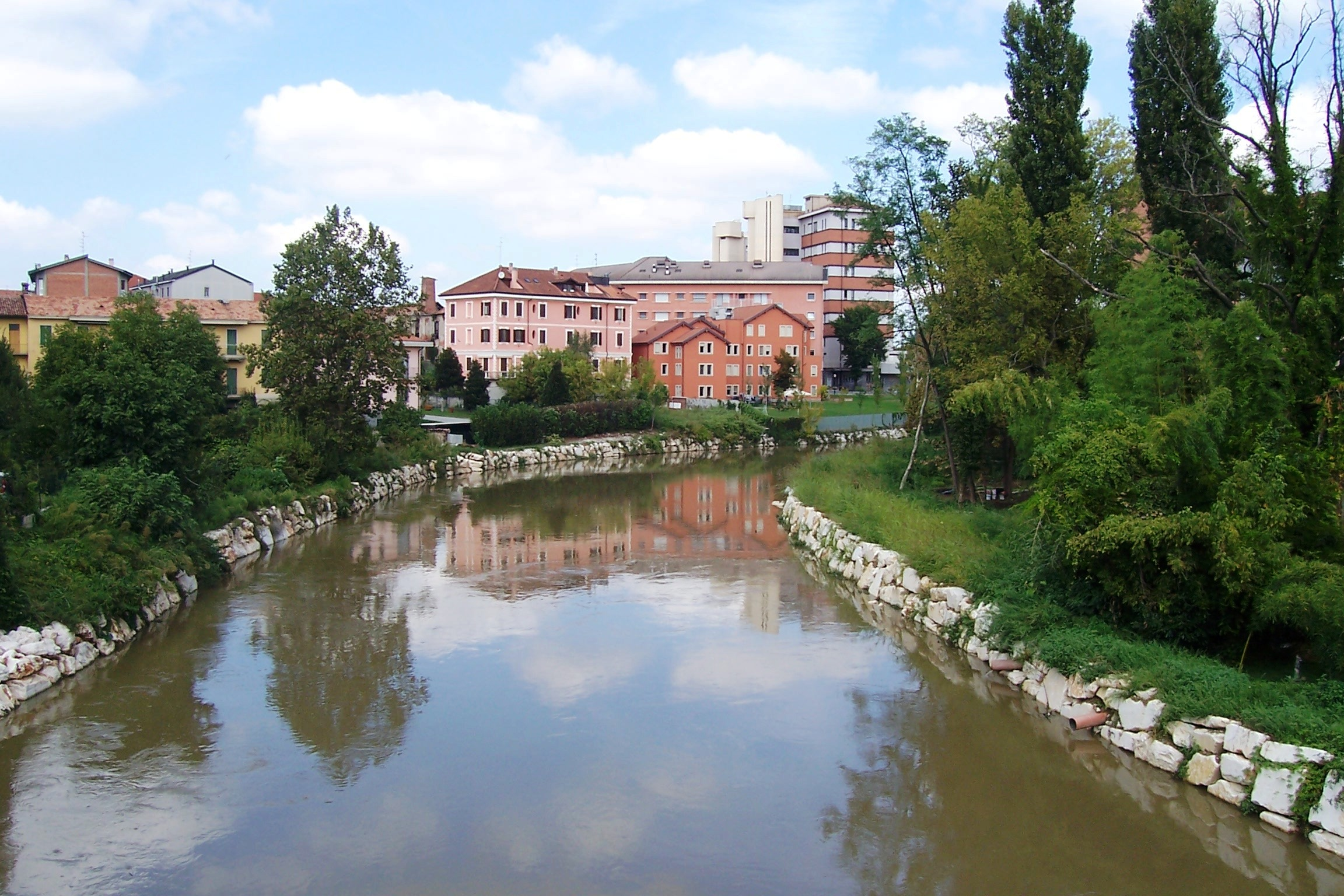
Het Lambro
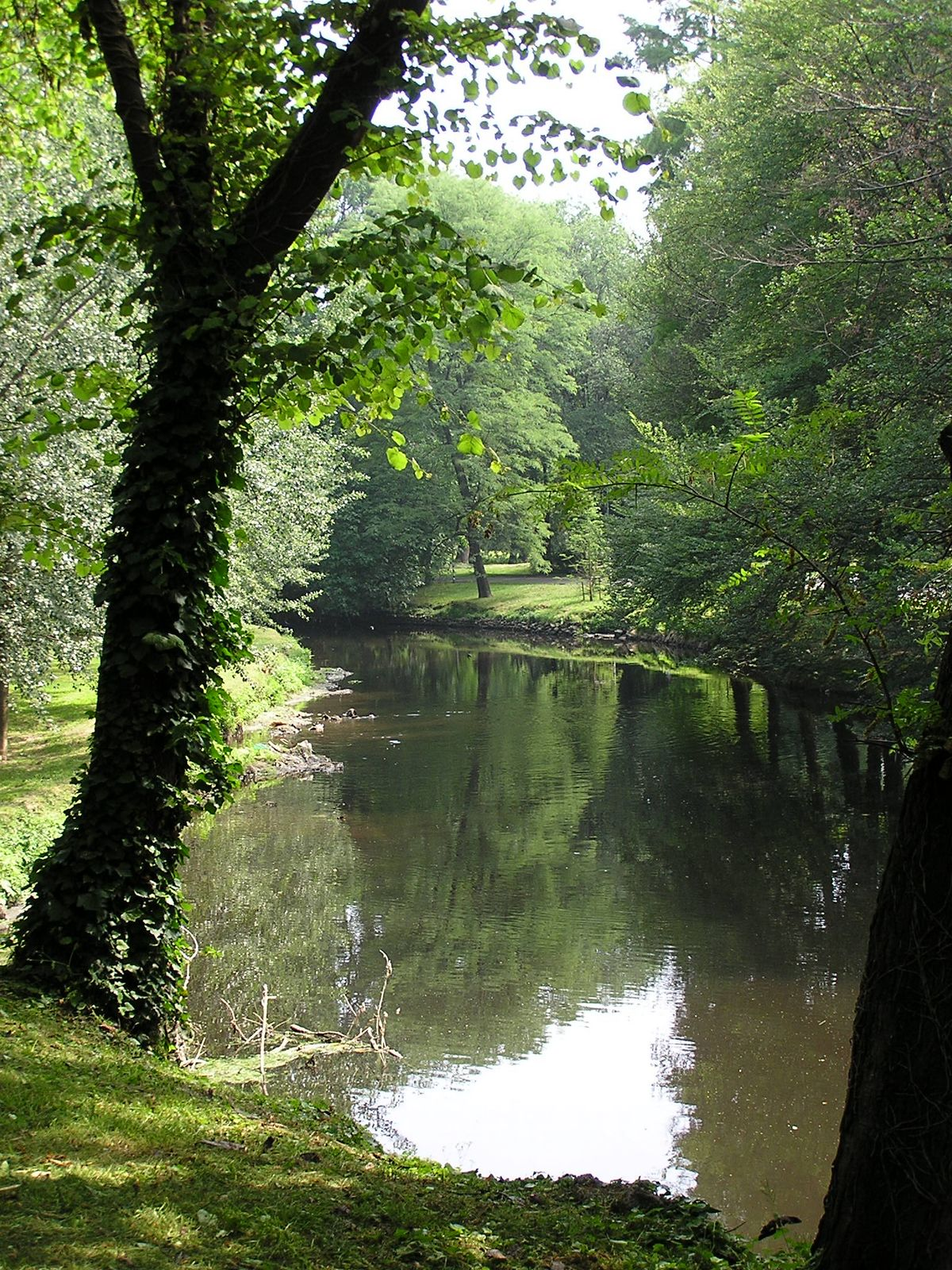
Park van Monza en Lambro